# Saint-Ciers-sur-Gironde
Saint-Ciers-sur-Gironde es una población y comuna francesa del departamento de Gironda en la región de Nueva Aquitania.

## Geografía
Es un pequeño municipio situado sobre el estuario de la Gironda, alrededor de 70 kilómetros al norte de Burdeos. Se llega a través de la autoroute francesa A10, salida 38.

## Historia
Antes de llamarse Saint-Ciers-sur-Gironde, este municipio se llamaba Saint-Ciers-la-Lande («Saint-Ciers del bosque»). Cambió de nombre el 3 de noviembre de 1902.

## Demografía
| 1 990 | 2 156 | 2 011 | 2 917 | 2 906 | 3 095 | 3 084 |
| Para los censos de 1962 a 1999 la población legal corresponde a la población sin duplicidades (Fuente: INSEE [Consultar]) |       |       |       |       |       |       |